# Khaya madagascariensis
Khaya madagascariensis är en tvåhjärtbladig växtart som beskrevs av Jumelle & H. Perrier. Khaya madagascariensis ingår i släktet Khaya och familjen Meliaceae. Inga underarter finns listade i Catalogue of Life.